# 克莉絲汀·西居爾斯多塔
克莉絲汀·西居爾斯多塔（挪威語：Kristin Sigurdsdatter，約1125年—1178年），挪威國王西居爾一世與基輔大公姆斯季斯拉夫一世之女芒弗蕾德的女兒。
克莉絲汀的丈夫是埃爾林·斯凱克，兩人的兒子馬格努斯五世於1161年成為挪威國王。